# 条件付き確率分布
確率論において、条件付き確率分布（じょうけんつきかくりつぶんぷ、英: conditional probability distribution）とは、確率変数 X と Y があり、X の値が特定の値であることを知ったときの Y の確率分布のことである。
条件付き累積分布関数・条件付き確率質量関数・条件付き確率密度関数などから、条件付き確率・条件付き期待値などが計算できる。

## 条件付き累積分布関数
確率変数 X と事象 A が与えられたときに {\displaystyle P(A)>0} の時に条件付き累積分布関数（conditional cumulative distribution function）は以下のように定義する:p. 97。
{\displaystyle F_{X|A}(x)\triangleq {\frac {P(X\leq x\cap A)}{P(A)}}.}

## 条件付き離散確率分布
離散確率変数の場合、条件付き確率質量関数（conditional probability mass function）は {\displaystyle P(X=x)>0} の時に以下のように定義する。
{\displaystyle p_{Y|X}(y\mid x)\triangleq P(Y=y\mid X=x)={\frac {P(X=x\ \cap Y=y)}{P(X=x)}}}

## 条件付き連続確率分布
連続確率変数で連続確率分布の場合、条件付き確率密度関数（conditional probability density function）は {\displaystyle f_{X}(x)>0} の時に以下のように定義する。
{\displaystyle f_{Y}(y\mid X=x)={\frac {f_{X,Y}(x,y)}{f_{X}(x)}}}
{\displaystyle f_{X,Y}(x,y)} は X と Y の同時分布で、{\displaystyle f_{X}(x)} は周辺分布である。
X と Y の確率密度関数は以下の関係が成立する。
{\displaystyle f_{Y}(y\mid X=x)f_{X}(x)=f_{X,Y}(x,y)=f_{X}(x\mid Y=y)f_{Y}(y)}
連続確率分布の条件付き分布の概念は見た目よりも直観的では無い。{\displaystyle f_{X}(x)=0} の時、ボレル-コルモゴロフのパラドックスは座標変換に対して確率密度関数が必ずしも不変では無いことを示している。

## 写像の条件付き確率分布表現
条件付き確率分布 {\displaystyle Y_{|X}\sim f(Y|X)} は確率論的（英: stochastic）な {\displaystyle X} と {\displaystyle Y} の対応付けを表現する。一方で写像 {\displaystyle Y=f(X)} は決定論的（英: deterministic）に（一意な）{\displaystyle X} と {\displaystyle Y} の対応付けを表現する。この写像は条件付き確率分布でも以下のように表現できる：
{\displaystyle Y_{|X}\sim f(Y|X)=\delta (Y-f_{\theta }(X))}
すなわちディラックのデルタ関数 {\displaystyle \delta ()} を用いた {\displaystyle Y=f_{\theta }(X)} 点でのみ非ゼロの値をもつ確率密度関数として表現できる。

## 参照
1. ↑  Park,Kun Il (2018). Fundamentals of Probability and Stochastic Processes with Applications to Communications. Springer. ISBN 978-3-319-68074-3
2. ↑  "stochastic ... mapping from input X to a novel representation Y ... mappings q(Y|X)" Vincent. (2010). Stacked Denoising Autoencoders: Learning Useful Representations in a Deep Network with a Local Denoising Criterion.
3. ↑  "a deterministic mapping from X to Y, that is, representation Y is to be computed by ... q(Y|X;θ) = δ(Y − fθ(X)) (where δ denotes Dirac-delta)" Vincent. (2010). Stacked Denoising Autoencoders: Learning Useful Representations in a Deep Network with a Local Denoising Criterion.